# ميخائيل يوهانسن
ميخائيل يوهانسن (بالدنماركية: Michael Johansen)‏ هو لاعب كرة قدم دنماركي في مركز الوسط، ولد في 22 يوليو 1972 في غلوستروب في الدنمارك. شارك مع منتخب الدنمارك لكرة القدم. أما مع النوادي، فقد لعب مع بولتون واندررز وكوبنهاغن بولدكلوب ونادي بولدكلوبين 1903 ونادي كوبنهاغن.

## وصلات خارجية
- ميخائيل يوهانسن على موقع قاعدة بيانات كرة القدم.إي يو (الإنجليزية)
- ميخائيل يوهانسن على موقع ناشيونال فوتبول تيمز (الإنجليزية)
- ميخائيل يوهانسن على موقع Soccerbase.com (لاعب) (الإنجليزية)
- ميخائيل يوهانسن على موقع عالم كرة القدم.نت (الإنجليزية)
- ميخائيل يوهانسن على موقع أوليمبيديا (الإنجليزية)